# Колома (Калифорнија)
Колома (енгл. Coloma) насељено је место без административног статуса у америчкој савезној држави Калифорнија.

## Демографија
По попису из 2010. године број становника је 529.
| Група             | 2000.    | 2010.       |
| Белци             | 0 (0,0%) | 429 (81,1%) |
| Афроамериканци    | 0 (0,0%) | 4 (0,8%)    |
| Азијати           | 0 (0,0%) | 8 (1,5%)    |
| Хиспаноамериканци | 0 (0,0%) | 63 (11,9%)  |
| Укупно            | 0        | 529         |